# Keith Tkachuk
Keith Matthew Tkachuk, född den 28 mars 1972 i Melrose, Massachusetts, är en amerikansk före detta professionell ishockeyspelare som spelade 19 säsonger i NHL för klubbarna Winnipeg Jets, Phoenix Coyotes, Atlanta Thrashers och St. Louis Blues.

## Spelarkarriär
Tkachuk räknas som en av de bästa power forwardarna i NHL under 1990-talet. Han blev draftad av Winnipeg Jets som 19:e spelare totalt i den första rundan av 1990 års NHL-draft, vilket var den klubb som han inledde sin NHL-karriär i och för vilka han gjorde 289 poäng på 291 spelade matcher. Tkachuk blev den första USA-födde spelaren att vinna NHL:s målliga när han säsongen 1996/97 gjorde 52 mål. Tkachuk blev under samma säsong den fjärde spelaren att notera över 50 mål och 200 utvisningsminuter under en och samma säsong. Sammanlagt gjorde Tkachuk 538 mål och 1 065 poäng på 1 201 NHL-matcher.
Den 7 april 2010 kungjorde Tkachuk att han skulle lägga av med ishockeyn när säsongen 2009/10 var slut.

## Landslagskarriär
Tkachuk har representerat USA vid fyra olympiska spel och två World Cup-turneringar. Hans främsta internationella meriter är World Cup-guldet 1996 och ett silver från OS-turneringen i Salt Lake City 2002.

## Scout
Han jobbar sedan 2010 inom St. Louis Blues organisation som scout och vann Stanley Cup med laget säsongen 2018–19.

## Privatliv
Tkachuk är far till Matthew Tkachuk och Brady Tkachuk och kusin till Tom Fitzgerald, Jimmy Hayes och Kevin Hayes.

## Statistik

### Klubbkarriär
| 1990/91    | Boston University Terriers | NCAA       | 36    | 17  | 23  | 40    | 70    | —  | —  | —  | —  | —   |
| 1991/92    | Winnipeg Jets              | NHL        | 17    | 3   | 5   | 8     | 28    | 7  | 3  | 0  | 3  | 30  |
| 1992/93    | Winnipeg Jets              | NHL        | 83    | 28  | 23  | 51    | 201   | 6  | 4  | 0  | 4  | 14  |
| 1993/94    | Winnipeg Jets              | NHL        | 84    | 41  | 40  | 81    | 255   | —  | —  | —  | —  | —   |
| 1994/95    | Winnipeg Jets              | NHL        | 48    | 22  | 29  | 51    | 152   | —  | —  | —  | —  | —   |
| 1995/96    | Winnipeg Jets              | NHL        | 76    | 50  | 48  | 98    | 156   | 6  | 1  | 2  | 3  | 22  |
| 1996/97    | Phoenix Coyotes            | NHL        | 81    | 52  | 34  | 86    | 228   | 7  | 6  | 0  | 6  | 7   |
| 1997/98    | Phoenix Coyotes            | NHL        | 69    | 40  | 26  | 66    | 147   | 6  | 3  | 3  | 6  | 10  |
| 1998/99    | Phoenix Coyotes            | NHL        | 68    | 36  | 32  | 68    | 151   | 7  | 1  | 3  | 4  | 13  |
| 1999/00    | Phoenix Coyotes            | NHL        | 50    | 22  | 21  | 43    | 82    | 5  | 1  | 1  | 2  | 4   |
| 2000/01    | Phoenix Coyotes            | NHL        | 64    | 29  | 42  | 71    | 108   | —  | —  | —  | —  | —   |
| 2000/01    | St. Louis Blues            | NHL        | 12    | 6   | 2   | 8     | 14    | 15 | 2  | 7  | 9  | 20  |
| 2001/02    | St. Louis Blues            | NHL        | 73    | 38  | 37  | 75    | 117   | 10 | 5  | 5  | 10 | 18  |
| 2002/03    | St. Louis Blues            | NHL        | 56    | 31  | 24  | 55    | 139   | 7  | 1  | 3  | 4  | 14  |
| 2003/04    | St. Louis Blues            | NHL        | 75    | 33  | 38  | 71    | 83    | 5  | 0  | 2  | 2  | 10  |
| 2005/06    | St. Louis Blues            | NHL        | 41    | 15  | 21  | 36    | 46    | —  | —  | —  | —  | —   |
| 2006/07    | St. Louis Blues            | NHL        | 61    | 20  | 23  | 43    | 92    | —  | —  | —  | —  | —   |
| 2006/07    | Atlanta Thrashers          | NHL        | 18    | 7   | 8   | 15    | 34    | 4  | 1  | 2  | 3  | 12  |
| 2007/08    | St. Louis Blues            | NHL        | 79    | 27  | 31  | 58    | 69    | —  | —  | —  | —  | —   |
| 2008/09    | St. Louis Blues            | NHL        | 79    | 25  | 24  | 49    | 61    | 4  | 0  | 0  | 0  | 2   |
| 2009/10    | St. Louis Blues            | NHL        | 67    | 13  | 19  | 32    | 56    | —  | —  | —  | —  | —   |
| NHL totalt | NHL totalt                 | NHL totalt | 1 201 | 538 | 527 | 1 065 | 2 219 | 89 | 28 | 28 | 56 | 176 |

### Internationellt
| År            | Lag           | Turnering     | Matcher | Mål | Assist | Poäng | Utv |
| ------------- | ------------- | ------------- | ------- | --- | ------ | ----- | --- |
| 1991          | USA           | JVM           | 7       | 6   | 3      | 9     | 12  |
| 1992          | USA           | JVM           | 7       | 3   | 4      | 7     | 6   |
| 1992          | USA           | OS            | 8       | 1   | 1      | 2     | 12  |
| 1996          | USA           | WC            | 7       | 5   | 1      | 6     | 44  |
| 1998          | USA           | OS            | 4       | 0   | 2      | 2     | 6   |
| 2002          | USA           | OS            | 5       | 2   | 0      | 2     | 2   |
| 2004          | USA           | WC            | 5       | 5   | 1      | 6     | 23  |
| 2006          | USA           | OS            | 6       | 0   | 0      | 0     | 8   |
| Junior totalt | Junior totalt | Junior totalt | 14      | 9   | 7      | 16    | 18  |
| Senior totalt | Senior totalt | Senior totalt | 35      | 13  | 5      | 18    | 85  |